# Box-office France 1967
Cet article traite du box-office de 1967 en France.
Avec plus de 211,5 millions de tickets vendus, la fréquentation hexagonale diminue en valeur pour la septième année consécutive.
C'est la quatrième année consécutive qu'un film avec Louis de Funès termine en tête et la seule de sa carrière ou deux films avec lui occupent les deux premières places.

## Les films de plus d'un million d'entrées
| Classement | Titre                                     | Pays               | Réalisateur                                       | Box-office France |
| ---------- | ----------------------------------------- | ------------------ | ------------------------------------------------- | ----------------- |
| 1.         | Les Grandes Vacances                      |                    | Jean Girault                                      | 6 986 917 entrées |
| 2.         | Oscar                                     |                    | Édouard Molinaro                                  | 6 122 041 entrées |
| 3.         | Les Douze Salopards                       |                    | Robert Aldrich                                    | 4 670 542 entrées |
| 4.         | On ne vit que deux fois                   |                    | Lewis Gilbert                                     | 4 489 249 entrées |
| 5.         | Fantomas contre Scotland Yard             |                    | André Hunebelle                                   | 3 557 971 entrées |
| 6.         | Les Risques du métier                     |                    | André Cayatte                                     | 3 523 573 entrées |
| 7.         | Les Aventuriers                           |                    | Robert Enrico                                     | 3 120 412 entrées |
| 8.         | Vivre pour vivre                          |                    | Claude Lelouch                                    | 2 936 035 entrées |
| 9.         | Suzanne Simonin, la Religieuse de Diderot | Jacques Rivette    | 2 914 231 entrées                                 |                   |
| 10.        | Le Vieil Homme et l'Enfant                | Claude Berri       | 2 728 049 entrées                                 |                   |
| 11.        | El Dorado                                 |                    | Howard Hawks                                      | 2 509 242 entrées |
| 12.        | Le Grand Meaulnes                         |                    | Jean-Gabriel Albicocco                            | 2 497 660 entrées |
| 13.        | Astérix le Gaulois                        |                    | Ray Goossens                                      | 2 415 230 entrées |
| 14.        | Les Arnaud                                |                    | Léo Joannon                                       | 2 168 748 entrées |
| 15.        | Belle de jour                             | Luis Buñuel        | 2 162 160 entrées                                 |                   |
| 16.        | Le Soleil des voyous                      | Jean Delannoy      | 2 149 267 entrées                                 |                   |
| 17.        | La Nuit des généraux                      |                    | Anatole Litvak                                    | 2 050 002 entrées |
| 18.        | Le Samouraï                               |                    | Jean-Pierre Melville                              | 1 932 372 entrées |
| 19.        | Indomptable Angélique                     |                    | Bernard Borderie                                  | 1 910 585 entrées |
|            | Cendrillon (rep)                          |                    | Clyde Geronimi / Wilfred Jackson / Hamilton Luske | 1 900 000 entrées |
| 20.        | Bang-bang                                 |                    | Serge Piollet                                     | 1 860 578 entrées |
| 21.        | Casino Royale                             |                    | Val Guest / John Huston…                          | 1 740 504 entrées |
| 22.        | La Canonnière du Yang-Tsé                 |                    | Robert Wise                                       | 1 710 220 entrées |
| 23.        | La Vingt-cinquième Heure                  |                    | Henri Verneuil                                    | 1 606 984 entrées |
| 24.        | Blow-Up                                   |                    | Michelangelo Antonioni                            | 1 570 889 entrées |
| 25.        | La Mégère apprivoisée                     |                    | Franco Zeffirelli                                 | 1 557 844 entrées |
| 26.        | Quatre Bassets pour un danois             |                    | Norman Tokar                                      | 1 406 221 entrées |
| 27.        | La Caravane de feu                        | Burt Kennedy       | 1 393 961 entrées                                 |                   |
| 28.        | L'Ombre d'un géant                        | Melville Shavelson | 1 379 377 entrées                                 |                   |
| 29.        | Un idiot à Paris                          |                    | Serge Korber                                      | 1 360 642 entrées |
| 30.        | Le Retour des sept                        |                    | Burt Kennedy                                      | 1 326 618 entrées |
| 31.        | Les Demoiselles de Rochefort              |                    | Jacques Demy                                      | 1 319 432 entrées |
| 32.        | Le Crédo de la violence                   |                    | Tom Laughlin                                      | 1 313 464 entrées |
| 33.        | Le Voleur                                 |                    | Louis Malle                                       | 1 225 555 entrées |
| 34.        | Hombre                                    |                    | Martin Ritt                                       | 1 224 575 entrées |
| 35.        | La Comtesse de Hong-Kong                  |                    | Charlie Chaplin                                   | 1 215 830 entrées |
| 36.        | Playtime                                  |                    | Jacques Tati                                      | 1 201 947 entrées |

## Box-office par semaine
| #  | Semaine                           | Film no 1                                 | Pays            | Entrées         |
| -- | --------------------------------- | ----------------------------------------- | --------------- | --------------- |
| 1  | 4 janvier au 10 janvier 1967      | La Grande Vadrouille                      |                 | 643 207 entrées |
| 2  | 11 janvier au 17 janvier 1967     | La Grande Vadrouille                      | 537 328 entrées |                 |
| 3  | 18 janvier au 24 janvier 1967     | La Grande Vadrouille                      | 491 374 entrées |                 |
| 4  | 25 janvier au 31 janvier 1967     | La Grande Vadrouille                      | 439 010 entrées |                 |
| 5  | 1er février au 7 février 1967     | La Grande Vadrouille                      | 478 839 entrées |                 |
| 6  | 8 février au 14 février 1967      | La Grande Vadrouille                      | 503 882 entrées |                 |
| 7  | 15 février au 21 février 1967     | La Grande Vadrouille                      | 450 721 entrées |                 |
| 8  | 22 février au 28 février 1967     | La Grande Vadrouille                      | 383 310 entrées |                 |
| 9  | 1er mars au 7 mars 1967           | La Grande Vadrouille                      | 332 108 entrées |                 |
| 10 | 8 mars au 14 mars 1967            | La Grande Vadrouille                      | 310 968 entrées |                 |
| 11 | 15 mars au 21 mars 1967           | La Grande Vadrouille                      | 267 536 entrées |                 |
| 12 | 22 mars au 28 mars 1967           | La Grande Vadrouille                      | 353 960 entrées |                 |
| 13 | 29 mars au 4 avril 1967           | La Grande Vadrouille                      | 279 352 entrées |                 |
| 14 | 5 avril au 11 avril 1967          | La Grande Vadrouille                      | 226 834 entrées |                 |
| 15 | 12 avril au 18 avril 1967         | La Grande Vadrouille                      | 172 278 entrées |                 |
| 16 | 19 avril au 25 avril 1967         | Les Aventuriers                           |                 | 190 047 entrées |
| 17 | 26 avril au 2 mai 1967            | Les Aventuriers                           | 205 868 entrées |                 |
| 18 | 3 mai au 9 mai 1967               | Les Aventuriers                           | 202 494 entrées |                 |
| 19 | 10 mai au 16 mai 1967             | La Grande Vadrouille                      |                 | 186 527 entrées |
| 20 | 17 mai au 23 mai 1967             | La Grande Vadrouille                      | 134 590 entrées |                 |
| 21 | 24 mai au 30 mai 1967             | La Grande Vadrouille                      | 252 198 entrées |                 |
| 22 | 31 mai au 6 juin 1967             | La Grande Vadrouille                      | 154 605 entrées |                 |
| 23 | 7 juin au 13 juin 1967            | La Grande Vadrouille                      | 154 659 entrées |                 |
| 24 | 14 juin au 20 juin 1967           | La Grande Vadrouille                      | 113 744 entrées |                 |
| 25 | 21 juin au 27 juin 1967           | La Grande Vadrouille                      | 109 430 entrées |                 |
| 26 | 28 juin au 4 juillet 1967         | El Dorado                                 |                 | 75 095 entrées  |
| 27 | 5 juillet au 11 juillet 1967      | El Dorado                                 | 67 872 entrées  |                 |
| 28 | 12 juillet au 18 juillet 1967     | La Grande Vadrouille                      |                 | 104 094 entrées |
| 29 | 19 juillet au 25 juillet 1967     | La Grande Vadrouille                      | 103 257 entrées |                 |
| 30 | 26 juillet au 1er août 1967       | La Grande Vadrouille                      | 79 152 entrées  |                 |
| 31 | 2 août au 8 août 1967             | La Grande Vadrouille                      | 120 430 entrées |                 |
| 32 | 9 août au 15 août 1967            | La Grande Vadrouille                      | 167 573 entrées |                 |
| 33 | 16 août au 22 août 1967           | La Grande Vadrouille                      | 154 869 entrées |                 |
| 34 | 23 août au 29 août 1967           | Suzanne Simonin, la Religieuse de Diderot |                 | 129 481 entrées |
| 35 | 30 août au 5 septembre 1967       | Suzanne Simonin, la Religieuse de Diderot | 181 853 entrées |                 |
| 36 | 6 septembre au 12 septembre 1967  | Suzanne Simonin, la Religieuse de Diderot | 178 082 entrées |                 |
| 37 | 13 septembre au 19 septembre 1967 | Suzanne Simonin, la Religieuse de Diderot | 154 450 entrées |                 |
| 38 | 20 septembre au 26 septembre 1967 | Suzanne Simonin, la Religieuse de Diderot | 161 490 entrées |                 |
| 39 | 27 septembre au 3 octobre 1967    | On ne vit que deux fois                   |                 | 219 682 entrées |
| 40 | 4 octobre au 10 octobre 1967      | On ne vit que deux fois                   | 397 303 entrées |                 |
| 41 | 11 octobre au 17 octobre 1967     | On ne vit que deux fois                   | 281 116 entrées |                 |
| 42 | 18 octobre au 24 octobre 1967     | On ne vit que deux fois                   | 193 529 entrées |                 |
| 43 | 25 octobre au 31 octobre 1967     | Oscar                                     |                 | 218 221 entrées |
| 44 | 1er novembre au 7 novembre 1967   | Oscar                                     | 487 614 entrées |                 |
| 45 | 8 novembre au 14 novembre 1967    | Oscar                                     | 372 130 entrées |                 |
| 46 | 15 novembre au 21 novembre 1967   | Oscar                                     | 276 400 entrées |                 |
| 47 | 22 novembre au 28 novembre 1967   | Oscar                                     | 275 561 entrées |                 |
| 48 | 29 novembre au 5 décembre 1967    | Oscar                                     | 234 659 entrées |                 |
| 49 | 6 décembre au 12 décembre 1967    | Oscar                                     | 149 465 entrées |                 |
| 50 | 13 décembre au 19 décembre 1967   | Les Grandes Vacances                      |                 | 331 719 entrées |
| 51 | 20 décembre au 26 décembre 1967   | Les Grandes Vacances                      | 653 585 entrées |                 |
| 52 | 27 décembre au 31 décembre 1967   | Les Grandes Vacances                      | 464 889 entrées |                 |